# Pericyma rufescens
Pericyma rufescens là một loài bướm đêm trong họ Erebidae.